# Krantzia poecila
Krantzia poecila är en kräftdjursart som beskrevs av Barnard 1932. Krantzia poecila ingår i släktet Krantzia och familjen Oniscidae. Inga underarter finns listade i Catalogue of Life.